# Matrena Necheporchukova
Matrena Semiónovna Nazdrachev de soltera Necheporchukova (en ruso: Матрёна Семёновна Нечепорчукова; Volchiy Yar, Unión Soviética, 3 de abril de 1924 - Stávropol, Rusia, 22 de marzo de 2017) fue una sanitaria en el 100.º Regimiento de Fusileros de Guardias de la 35.ª División de Fusileros de Guardias del Ejército Rojo durante la Segunda Guerra Mundial, donde alcanzó el grado de Starshiná (sargento mayor). El 15 de mayo de 1946, recibió la Orden de la Gloria de 1.er grado, lo que la convirtió en una de las cuatro mujeres en obtener todos los grados de esta condecoración. 

## Biografía

### Infancia y juventud
Matrena Necheporchukova nació el 3 de abril de 1924, en la pequeña localidad de Volchiy Yar —en esa época situada en la gobernación de Járkov en la Unión Soviética, actualmente ubicada en al óblast de Járkov en Ucrania— en el seno de una familia de campesinos ucranianos. Después de que sus padres fallecieron ella tuvo que vivir en un internado. Más tarde trabajó como enfermera en un hospital local después de graduarse de la Escuela de Enfermería Obstétrica Balakleyevskaya en 1941.

### Segunda Guerra Mundial
Necheporchukova logró unirse al Partido Comunista e ingresó en el Ejército Rojo como médico en 1943, poco después de que las fuerzas alemanas fueran expulsadas de su ciudad natal. La enviaron a su regimiento en la primavera y en su primer día de batalla brindó primeros auxilios a quince soldados heridos. Después de la ofensiva soviética en Kiev, cruzó el río Dniéper en octubre con una compañía médica bajo un intenso fuego enemigo. Después de cruzar el río, llevó a los heridos desde la batalla a las balsas a pesar de la fuerte presencia de morteros enemigos, artillería, bombardeos y ataques con bombas. Durante casi una semana, continuó durmiendo poco y pronto recibió la Medalla al Valor.
Cuando las fuerzas soviéticas cruzaron el río Vístula en Polonia el 1 de agosto de 1944, fue la primera persona de su compañía médica en entrar en el río y dirigirse hacia la cabeza de puente en la costa oeste, donde ya se estaba librando intensos combates. Después del cruce, proporcionó primeros auxilios a aproximadamente sesenta soldados, veintiséis de los cuales trasladó del campo de batalla a un lugar seguro en un área donde el fuego de artillería no podía alcanzar. Por ello, recibió la Orden de la Gloria de 3.er grado más tarde ese mismo mes.
Durante la ofensiva del Vístula-Óder en enero de 1945, permaneció en Radom detrás del resto de la unidad con varios otros médicos para atender a unos treinta soldados heridos mientras esperaba que las ambulancias los recogieran. El 18 de enero, un grupo de soldados de la Wehrmacht que pasaban las líneas soviéticas allanaron el refugio donde se alojaban los heridos, pero ella y los demás médicos lograron repeler el ataque. Un día después llegaron las ambulancias y ella volvió a su regimiento. En otro incidente, proporcionó primeros auxilios a cincuenta y un soldados heridos en la orilla del Óder, veintisiete de los cuales resultaron gravemente heridos. Por sus acciones en Radom y Óder, fue galardonada con la Orden de la Gloria de 2.do grado.
Durante la batalla de Berlín, así como en los cruces de los ríos Spree y Óder, Necheporchukova llevó a 78 soldados heridos fuera del campo de batalla bajo un intenso fuego enemigo, negándose a ir al hospital después de sufrir una herida de metralla en la pierna. En Berlín mató a varios soldados alemanes después de que comenzaron a acercarse a los soldados heridos que ella estaba tratando. Por sus acciones bajo fuego intenso en esas ofensivas, recibió la Orden de la Gloria de 1.er grado, convirtiéndola en la portadora completa del premio.

### Posguerra
Después del final de la guerra, se casó con Viktor Stepanovich Nazdrachev, quien también luchó en la Segunda Guerra Mundial. Desde 1945 hasta 1950, ambos vivieron en Alemania Oriental antes de mudarse a la aldea de Dmitrievskoe en el Krái de Stávropol, donde vivieron desde 1950 a 1965, después se mudaron a Krasnogvardeyskoye, donde vivieron hasta 1977. En 1973 la Cruz Roja le otorgó la Medalla Florence Nightingale por su dedicación en la salvación de los heridos durante la guerra. En 1977 se mudó a la ciudad de Stávropol, donde vivió el resto de su vida. En 2016, en su noventa y uno cumpleaños, recibió una llamada telefónica del presidente ruso, Vladímir Putin, para agradecerle su valentía durante la guerra.

## Condecoraciones
A lo largo de su vida, Matrena Nazdrachev recibió las siguientes condecoraciones
- Orden de la Gloria (3.er grado - 1944; 2.do grado - 1945; 1.er grado - 1946)[1]
- Orden de la Guerra Patria de 1.er grado[2] (11 de marzo de 1985)
- Medalla al Valor[2] (24 de octubre de 1943)
- Medalla Florence Nightingale[8]
- Medalla al Trabajador Veterano
- Medalla Conmemorativa por el Centenario del Natalicio de Lenin
- Medalla por la Victoria sobre Alemania en la Gran Guerra Patria 1941-1945
- Medalla por la Conquista de Berlín
- Medalla por la Liberación de Varsovia
- Medalla de Zhúkov (Rusia)
- Medalla Conmemorativa del 20.º Aniversario de la Victoria en la Gran Guerra Patria de 1941-1945
- Medalla Conmemorativa del 30.º Aniversario de la Victoria en la Gran Guerra Patria de 1941-1945
- Medalla Conmemorativa del 40.º Aniversario de la Victoria en la Gran Guerra Patria de 1941-1945
- Medalla Conmemorativa del 50.º Aniversario de la Victoria en la Gran Guerra Patria de 1941-1945
- Medalla Conmemorativa del 60.º Aniversario de la Victoria en la Gran Guerra Patria de 1941-1945
- Medalla Conmemorativa del 65.º Aniversario de la Victoria en la Gran Guerra Patria de 1941-1945
- Medalla Conmemorativa del 70.º Aniversario de la Victoria en la Gran Guerra Patria de 1941-1945
- Medalla del 50.º Aniversario de las Fuerzas Armadas de la URSS
- Medalla del 60.º Aniversario de las Fuerzas Armadas de la URSS
- Medalla del 70.º Aniversario de las Fuerzas Armadas de la URSS
- Ciudadana honoraria de Stávropol[9]